# شورای دوازده حواری
شورای دوازده حواری (انگلیسی: Quorum of the Twelve) در جنبش قدیسان آخرالزمان یکی از ارگان‌های حاکم یا (نصاب‌ها) سلسله مراتب کلیسا است که توسط بنیانگذار جنبش جوزف اسمیت سازمان‌دهی شده و الگوی آن بر اساس حواریون عیسی (مأموریت دوازده حواری) است. اعضا رسولان نامیده می‌شوند، با فراخوانی ویژه برای اینکه سفیران بشارتی در جهان باشند.